# Anastasija Moskalenko
Anastasija Viktorivna Moskalenko (in ucraino Анастасія Вікторівна Москаленко?; 16 agosto 2000) è un'atleta paralimpica ucraina specializzata nel getto del peso e nel lancio della clava.

## Biografia
Nel 2017 prese parte ai campionati del mondo paralimpici di Londra, dove si classificò quarta nel getto del peso F32 e terza nel lancio della clava F32. L'anno successivo fu due volte medaglia d'oro ai campionati europei paralimpici di Berlino nel getto del peso e nel lancio della clava F32.
Ai campionati del mondo paralimpici di Dubai 2019 si classificò terza nel lancio della clava F32 e si laureò campionessa mondiale nel getto del peso F32, con il nuovo record dei campionati.
Nel 2021 ha conquistato la medaglia d'oro (con record del mondo) nel getto del peso F32 e la medaglia d'argento nel lancio della clava F32 ai Giochi paralimpici di Tokyo. Tre anni dopo vince nuovamente l'oro nel getto del peso alle Paralimpiadi di Parigi, siglando anche in questo caso il record mondiale.

## Palmarès
| Anno | Manifestazione       | Sede    | Evento                 | Risultato | Prestazione | Note                          |
| ---- | -------------------- | ------- | ---------------------- | --------- | ----------- | ----------------------------- |
| 2017 | Mondiali paralimpici | Londra  | Getto del peso F32     | Bronzo    | 5,38 m      | Miglior prestazione personale |
| 2017 | Mondiali paralimpici | Londra  | Lancio della clava F32 | 4ª        | 17,77 m     |                               |
| 2018 | Europei paralimpici  | Berlino | Getto del peso F32     | Oro       | 5,65 m      | Record dei campionati         |
| 2018 | Europei paralimpici  | Berlino | Lancio della clava F32 | Oro       | 19,42 m     |                               |
| 2019 | Mondiali paralimpici | Dubai   | Getto del peso F32     | Oro       | 6,92 m      | Record dei campionati         |
| 2019 | Mondiali paralimpici | Dubai   | Lancio della clava F32 | Bronzo    | 21,58 m     | Miglior prestazione personale |
| 2021 | Giochi paralimpici   | Tokyo   | Getto del peso F32     | Oro       | 7,61 m      | Record mondiale               |
| 2021 | Giochi paralimpici   | Tokyo   | Lancio della clava F32 | Argento   | 24,73 m     | Miglior prestazione personale |
| 2023 | Mondiali paralimpici | Parigi  | Getto del peso F32     | Oro       | 7,50 m      | Record dei campionati         |
| 2024 | Giochi paralimpici   | Parigi  | Getto del peso F32     | Oro       | 8,00 m      | Record mondiale               |